# División de Honor femenina de balonmano 2002-03
La temporada 2003-04 de la Super Liga ABF es la 45.ª edición de la Liga ABF de balonmano femenino. El campeón fue el Elsa ALDA Prestigio.

## Sistema de competición
Esta temporada se aumenta a 16 equipos y consta de 30 jornadas. Juegan todos contra todos, a ida y vuelta. Los tres últimos descendieron a la Primera División y, desde Primera División, sube un único equipo. Esta temporada, la competición se denomina oficialmente Super Liga ABF.

## Equipos participantes
| Equipo                          | Localización  |
| ------------------------------- | ------------- |
| Elsa ALDA Prestigio             | Elda          |
| El Osito L'Eliana               | La Eliana     |
| Ferrobus Mislata                | Mislata       |
| S.D. Itxako                     | Estella       |
| Akaba Bera Bera                 | San Sebastián |
| Vicar Goya Jarquil              | Vícar         |
| BM. Ro´Casa                     | Telde         |
| Alucine ALSER Profiltek Sagunto | Sagunto       |
| Venta La Nava Iznalloz          | Iznalloz      |
| Plusfresc U.E. Lleida           | Lérida        |
| Mar Alicante Urbana             | Alicante      |
| Elche Mustang                   | Elche         |
| Juventud Leganés Royne          | Leganés       |
| Hotel Beatriz SPA Lanzarote     | Teguise       |
| Manufacturas Teleno León Bm     | León          |
| Arrahona Gapsa                  | Sabadell      |

## Clasificación
| Pos. | Equipo                          | J  | G  | E | P  | GF  | GC  | Dif  | Pts |
| ---- | ------------------------------- | -- | -- | - | -- | --- | --- | ---- | --- |
| 1    | Elsa ALDA Prestigio             | 30 | 28 | 0 | 2  | 867 | 626 | 241  | 56  |
| 2    | El Osito L'Eliana               | 30 | 27 | 0 | 3  | 971 | 674 | 297  | 54  |
| 3    | Ferrobus Mislata                | 30 | 24 | 2 | 4  | 912 | 639 | 273  | 50  |
| 4    | S.D. Itxako                     | 30 | 21 | 5 | 4  | 794 | 627 | 167  | 47  |
| 5    | Akaba Bera Bera                 | 30 | 21 | 2 | 7  | 723 | 642 | 90   | 44  |
| 6    | Vicar Goya Jarquil              | 30 | 18 | 2 | 10 | 691 | 610 | 81   | 38  |
| 7    | BM. Ro´Casa                     | 30 | 14 | 3 | 13 | 739 | 740 | -1   | 31  |
| 8    | Alucine ALSER Profiltek Sagunto | 30 | 11 | 4 | 15 | 771 | 794 | -23  | 26  |
| 9    | Venta La Nava Iznalloz          | 30 | 10 | 2 | 18 | 668 | 794 | -126 | 22  |
| 10   | Plusfresc U.E. Lleida           | 30 | 10 | 2 | 18 | 671 | 749 | -78  | 22  |
| 11   | Mar Alicante Urbana             | 30 | 9  | 0 | 21 | 652 | 788 | -136 | 18  |
| 12   | Elche Mustang                   | 30 | 7  | 2 | 21 | 581 | 767 | -186 | 16  |
| 13   | Juventud Leganés Royne          | 30 | 7  | 2 | 21 | 655 | 844 | -189 | 16  |
| 14   | Hotel Beatriz SPA Lanzarote     | 30 | 7  | 2 | 21 | 659 | 779 | -120 | 14  |
| 15   | Manufacturas Teleno León Bm     | 30 | 5  | 2 | 23 | 694 | 841 | -147 | 12  |
| 16   | Arrahona Gapsa                  | 30 | 4  | 4 | 22 | 680 | 814 | -134 | 12  |

### Acceso a Europa, ascensos y descensos
Se clasifica para la Liga de Campeones el Elsa ALDA Prestigio y el El Osito L'Eliana. Para la Recopa se clasificará el Ferrobus Mislata, mientras que, para la Copa EHF se clasifican el S.D. Itxako y el Akaba Bera Bera. 
Descienden el Balonmano Hotel Beatriz SPA Lanzarote, Manufacturas Teleno León Bm y Arrahona Gapsa, mientras que asciende, desde Primera División, el Valencia Villegas Maritim.
El Hotel Beatríz SPA Lanzarote, a pesar de haber ganado 7 partidos y empatados 2, sólo tiene 14 puntos al ser sancionado por la RFEBM con 2 puntos por no comparecer a su partido en casa del Osito L'Eliana.